# Miklós Lovas
| 3103 Eger     | 20 gennaio 1982  |
| 3579 Rockholt | 18 dicembre 1977 |

Miklós Lovas (Budapest, 7 giugno 1931 – 18 aprile 2019) è stato un astronomo ungherese.
Ha lavorato presso l'Osservatorio Konkoly dal 1964 al 1995. È stato un membro della IAU  e dell'AAVSO .

## Scoperte
Nel 1959 osservò l'impatto della sonda Luna 2 sulla superficie del satellite terrestre .
Il Minor Planet Center gli accredita la scoperta di due asteroidi, effettuate tra il 1977 e il 1982. Ha inoltre scoperto due comete periodiche, 93P/Lovas e 184P/Lovas, e tre non periodiche, C/1974 F1 (Lovas), C/1976 U1 (Lovas) e C/1977 D1 (Lovas).
Dal 1955 al 1995 ha scoperto anche trentotto supernove extragalattiche .

## Riconoscimenti
Gli è stato dedicato l'asteroide 73511 Lovas.